# 鉄風
『鉄風』（てっぷう）は、太田モアレによる日本の漫画作品。格闘技を題材としている。『good!アフタヌーン』（講談社）にて2008年初号より連載されていたが、2012年から休載。その後2013年11月7日発売のNO.37で連載が再開され、2015年8号で完結。アフタヌーン四季賞で大賞を受賞した作者が、満を持して連載を開始した漫画である。

## ストーリー
女子高校生・石堂夏央は、持って生まれた抜群の運動センスと182センチメートルの長身を活かし、どんなスポーツでもそつなくこなしてしまう。そんな夏央が帰国子女の馬渡ゆず子、リンジィ・コルデイロと出会い、総合格闘技の世界に目覚めていく。

## 登場人物

### 主要人物
石堂 夏央（いしどう なつお）
あらゆるスポーツですぐにコツを掴み人並み以上にこなせてしまう天才肌。それ故に「努力する」ということに飢えている。バレーボール部に入部早々レギュラーを獲得したが、退屈になってやめた。
馬渡ゆず子と出会ったことで総合格闘技への興味を持ってゆく。身長182センチ。竹中道場所属。
馬渡 ゆず子（まわたり ゆずこ）
ブラジルからの帰国子女。眉毛が太い。格闘技部で部員を募集している。チームコルデイロ所属。
リンジィ・コルデイロ
格闘家マリオ・コルデイロの娘。アマチュア総合格闘技大会で男子選手を押しのけて優勝するほどの実力の持ち主。チームコルデイロ所属。

### 竹中道場
竹中 理祐（たけなか りすけ）
現役引退した日本屈指の格闘家で、関節技は「魔術師」の異名を取る。ジム「竹中道場」を運営している。
紺谷 可鈴（こんたに かりん）
突き出しの強い顔をした女子プロ格闘家。「東の女帝」と呼ばれ、日本最強クラスの実力の持ち主である。竹中道場で総合格闘技の女子クラスを指導している。
桐戸 ハルカ（きりど ハルカ）
竹中道場所属の高校1年生。以前は柔術クラスに所属していたが、たまたま柔術クラスに来た比氣 真奈美に手も足も出なかったことがきっかけで総合格闘技クラスに移ってきた。
身長177センチと、夏央より少し低い。
比氣 真奈美（ひき まなみ）
竹中道場所属。レスリングの名門大学出身で、全日本女子学生大会準優勝の経歴を持つ実力者。昼はＯＬ（経理部）
戸上 都子（とがみ みやこ）
竹中道場所属。たまたま観に行ったアマの試合で一緒に入門した友人が肩をハズされたのを見てそれがトラウマになっていたが入門6年目にしての初試合で勝利した。

### 空手部
沢村 早苗（さわむら さなえ）
女子空手部主将。2年生にして全国空手選手権個人組手・形を2連覇した。夏央との間に深い因縁があるらしい。
我如古 舞（がねこ まい）
女子空手部1年。沢村と夏央との間の深い因縁を知る数少ない人物で、沢村を尊敬している。黒帯。
菅野 茂（かんの しげる）
空手部顧問。夏央に報復しようとする早苗に『「競技」で仕返ししなさい』と焚き付ける。空手だけではなく総合の技術にも詳しい。担当教科は古文

### その他
マリオ・コルデイロ
500戦無敗の格闘家。
本間 三津子（ほんま みつこ）
乱舞流（らんぶる）所属。モデルのような容姿でありながら日本女子格界の双璧とまで言われる実力者。可鈴が唯一敗北した対戦相手。
可鈴の「東の女帝」に対し「西の魔女」と呼ばれる。
神薙 忍（かんなぎ しのぶ）
真日本女子プロレス社長兼選手。彼女とリンジィを闘わせるためにマリオは来日した。
曽我部 ひさ子（そかべ ひさこ）
真日本女子プロレス所属。真剣勝負（ガチンコ）好き。
二ノ宮 ケイ（にのみや ケイ）
バレー部所属。夏央の友人。ゆず子と同じクラス。

## 書誌情報
- 太田モアレ『鉄風』 講談社〈アフタヌーンKC〉、全8巻
  1. 2010年3月5日発行（同日発売[3]）、ISBN 978-4-06-310637-4
  2. 2010年3月5日発行（同日発売[4]）、ISBN 978-4-06-310638-1
  3. 2010年10月7日発行（同日発売[5]）、ISBN 978-4-06-310698-5
  4. 2011年6月7日発行（同日発売[6]）、ISBN 978-4-06-310755-5
  5. 2012年5月7日発行（同日発売[7]）、ISBN 978-4-06-387821-9
  6. 2014年6月6日発行（同日発売[8]）、ISBN 978-4-06-387974-2
  7. 2015年9月7日発行（同日発売[9]）、ISBN 978-4-06-388084-7
  8. 2015年10月7日発行（同日発売[10]）、ISBN 978-4-06-388091-5